# Tjatjehåltjärnen
Tjatjehåltjärnen är en sjö i Sorsele kommun i Lappland och ingår i Umeälvens huvudavrinningsområde.